# Frine davanti all'Areopago
Frine davanti all'Areopago (in francese: Phryné devant l'Aréopage) è un'opera dell'artista francese Jean-Léon Gérôme dipinto nel 1861. Rappresenta Frine, una famosissima etera della Grecia antica, durante il suo giudizio per empietà. Frine venne assolta dopo che l'oratore Iperide, uno dei più famosi oratori dell'antichità, la denudò davanti ai suoi giudici per convincerli della sua innocenza. È questa scena conclusiva del processo che è rappresentata nel quadro di Gérôme.
L'opera venne presentata al Salon del 1861. È esposto alla Hamburger Kunsthalle di Amburgo.

## Storia
Al Salon del 1861 l'opera ha colpito il pubblico ed i critici. È stata considerata "scabrosa" e "pornografica". Questo giudizio è dovuto all'atteggiamento dei giudici davanti all'improvvisa nudità dell'etera: la loro rappresentazione come un'assemblea in maggioranza di anziani con lo sguardo sorpreso e concupisciente, suggerisce più dei vecchi pervertiti piuttosto che dei saggi magistrati.
Émile Zola descrive la scena come "una piccola figura in caramello, che dei vegliardi mangiano con gli occhi; il caramello salvava le apparenze". Per lui, la Frine di Gérôme è una finzione lontana dalla realtà, incarnata dalla posa statuaria dell'etera e che rappresenta agli occhi del letterato l'arretratezza della pittura accademica che lottava contro i nuovi movimenti artistici, per primo l'Impressionismo, al quale lo stesso Gérôme si è opposto con accanimento. Nel 1866, Zola aveva già criticato un altro quadro a tema antico di Gérôme, Cleopatra davanti a Cesare, chiamandola "Cleopatra in gesso". Per Zola, il quadro è costruito a tavolino, "un oggetto alla moda", ma Gérôme non ci mette "né carattere, né nessun tipo di personalità". Sulla stessa linea, Théophile Gautier confronta la figura centrale del quadro ad una "statua vivente" per via della sua posa e del suo biancore marmoreo. Nel quadro, infatti, Frine assume di fatto la posa di una statua: i piedi giunti, la schiena dritta e la sua posizione fra due piedistalli vuoti, uno nero in primo piano ed uno grigio, dietro. 
Il quadro sarà venduto alla forte somma di cinquantamila o sessantamila franchi e le sue riproduzioni avranno un successo enorme negli anni successivi in tutta la Francia, tant'è che saranno per Gérôme e la casa Goupil che pubblica le sue opere, una rendita fissa.
La tela ispirò con ogni probabilità la statua in marmo Frine, scolpita intorno al 1863 dal milanese Francesco Barzaghi, presentata all'Esposizione universale di Parigi del 1867.

## Descrizione
Frine è al centro della scena, illuminata da una luce che viene da davanti, da dietro lo spettatore. Iperide le ha appena strappato la tunica, lasciandola nuda davanti ai suoi giudici. L'etera, sorpresa, si copre il volto in un gesto di pudicizia che si contrappone allo sguardo lussurioso o disgustato degli anziani giudici. La contrapposizione fra Frine ed i suoi giudici è anche messa in risalto dal gioco di colori: ciano è il mantello che strappa Iperide sulla sinistra, d'un bianco splendente è il corpo nudo dell'etera e in rosso sono i magistrati sul lato destro della tela.
L'atto di mostrare l'etera, rappresentato nel quadro, è quello di attirare l'attenzione di tutti gli astanti su Frine nel suo stato naturale. Un argomento che vale più dell'orazione Per Frine declamata pochi minuti prima. Ciò che viene svelato è la bellezza di Frine in un atto teatrale da parte di Iperide: Frine viene, appunto, svelata e non fatta arrivare nuda all'Areopago. Questa messa in scena costringe sia lo spettatore, che i giudici, a vedere l'etera, accettandola. Si ritiene che la posa dell'etera si ispiri a una fotografia di Nadar del 1855, intitolata Mariette e ritraente la modella Christine Roux.